# フレンチドレッシング (映画)
『フレンチドレッシング』 は、1998年公開の日本映画。斎藤久志監督、脚本。 原作はやまだないとの同名漫画。
一人の高校教師と、ナルコレプシーを抱える男子生徒、さらにその同級生の女子生徒とが織りなす奇妙な三角関係を描く。
唯野未歩子が第53回毎日映画コンクール・スポニチグランプリ新人賞を受賞。

## あらすじ
内気な男子高生・岸田は、校舎の屋上から飛び降りようとしていたが、教師の村井に見つかってしまう。村井はそのまま岸田をレイプし、去っていった。

## キャスト
- 櫻田宗久 - 岸田真弓
- 阿部寛 - 村井勝久
- 唯野未歩子 - 露村マリィ
- 留美 - 山田京子
- 南周平 - 花園亮
- 丹治匠 - 遠藤孝史
- 矢口史靖 - コンビニの店員

## スタッフ
- 助監督：吉村達矢
- 音楽：SEAGULL SCREAMING KISS HER KISS HER
- 録音：小川武
- 整音：山本逸美
- 照明：前原信雄

## 出品
- 第10回東京国際映画祭
- 1998年モントリオール世界映画祭
- 1998年ロッテルダム国際映画祭招待作品
- 1998年ニューヨーク・レズビアン&ゲイ映画祭
- 2001年サンフランシスコ国際レズビアン&ゲイ映画祭